# 79-й укреплённый район
79-й укреплённый район — формирование войск укреплённых районов (соединение) РККА ВС Союза ССР, сформированное в 1942 году в составе Ленинградского фронта (ЛФ) для укрепления полосы обороны города.
В составе действующей армии с 11 июня 1942 года по 9 мая 1945 года.

## История
Сформирован в Вологде в мае 1942 года на базе запасной стрелковой бригады. 30 — 31 мая отбыл по железной дороге в Кобону, куда прибыл 3 июня. В тот же день перевезён кораблями через Ладожское озеро и далее в посёлок Всеволожский.
4 июня 1942 года командующий войсками ЛенФ генерал-лейтенант Хозин М. С. приказал коменданту 79 ур полковнику Соколову Н. Д принять под своё командование отдельные пулемётно-артиллерийские батальоны расформированных в 1941 году Красногвардейского и Слуцко-Колпинского укрепрайонов, после чего занять оборону на южном обводе обороны Ленинграда в полосе 42-й и 55-й армий от Угольного порта до Колпино, войдя в непосредственное подчинение командующему 42-й армии.
В октябре 1943 года формирования 79-го укрепрайона заняли долговременные сооружения рубежа «Ижора».
Части укрепрайона участвовали в операциях в окрестностях Старо-Панова, Урицка, Верхнего Койрова. В январе 1944 года участвовали в Красносельско-Ропшинской наступательной операции.

## Состав (период в ДАФ)
- управление;
- 546-я отдельная рота связи (11.06.1942 — 09.05.1945)[1];
- 17-я отдельная сапёрная рота (01.10.1943 — 09.05.1945)[1];
- 2375-я военно-почтовая станция (27.11.1942 — 09.05.1945)[1].

### на 1 апреля 1943 года
- 1-й оборонительный рубеж: 339-й, 247-й, 34-й, 267-й, 289-й отдельные пулемётно-артиллерийские батальоны, 155-я отдельная фугасно-огнемётная рота.
- Промежуточный рубеж: 33-й отдельный пулемётно-артиллерийский батальон.
- 2-й оборонительный рубеж: 291-й, 292-й отдельные пулемётно-артиллерийские батальоны и 102-я отдельная фугасно-огнемётная рота.
- 3-й оборонительный рубеж: 111-й, 109-й отдельные пулемётно-артиллерийские батальоны.

## Командование
- Комендант
  - подполковник Сабуров, Арсений Гордеевич (09.05.1942 — 07.07.1942)
  - полковник Соколов, Николай Дмитриевич (07.07.1942 — 11.04.1943)
  - полковник Масловский, Георгий Николаевич (11.04.1943 — 17.04.1944)
  - гв. полковник Шалев, Александр Васильевич (21.04.1944 — 18.12.1944)
  - подполковник Раизин, Алексей Семенович (18.12.1944 — 13.03.1945)
  - полковник Котик, Валерий Александрович (13.03.1945 — 09.03.1946)
  - генерал-майор Безперстов, Михаил Дмитриевич (09.03.1946 — 17.05.1946)
- Заместитель коменданта, начарт: полковник Горобец, Александр Фомич
- Заместитель коменданта, начПО: подполковник Патрин, Борис Николаевич
- Заместитель коменданта по тылу: майор Фролов, Павел Дмитриевич
- Начальник штаба:
  - капитан Смирнов, Иван Иванович (09.05.1942 — 25.05.1942)
  - подполковник Масловский, Георгий Николаевич (12.05.1942 — 11.04.1943)
  - подполковник Раизин, Алексей Семёнович (11.04.1943 — 18.12.1944)
  - майор Смирнов Иван Иванович (18.12.1944 — 13.03.1945)
  - подполковник Раизин, Алексей Семёнович (13.03.1945 — 10.01.1946)
  - майор Смирнов, Иван Иванович (10.01.1946 — 16.03.1946)
  - полковник Румянцев, Владимир Никифорович (16.03.1946 — 17.05.1946)
- Начальник хим. службы: майор Пигулевский, Георгий Александрович